# Brühl (Rajna-Neckari járás)
Brühl település Németországban, azon belül Baden-Württembergben. Lakosainak száma 14 238 fő (2023. december 31.).

## Népesség
A település népessége az elmúlt években az alábbi módon változott:
| Lakosok száma | 7807 | 9724 | 12 105 | 13 085 | 13 494 | 14 123 | 14 004 | 14 363 | 13 750 | 14 238 |
|               | 1961 | 1967 | 1974   | 1980   | 1987   | 1993   | 2000   | 2006   | 2013   | 2023   |